# موسم الشك (رواية)
رواية موسم الشك (بالإنجليزية: Season of Doubt)‏ هي رواية للكاتب الأسترالي جون كليري تجري أحداثها في العاصمة اللبنانية بيروت. وقد بحث كليري وزوجته الرواية من خلال سفرهم عبر المدينة، ونشرت عام 1968.